# Maria Mokhova
Maria Mokhova (* 1982 in Gorki, heute Nischnii-Nowgorod) ist eine russische Organistin und Dozentin an der Hochschule für Kirchenmusik Heidelberg.

## Werdegang
Mokhova erhielt mit sechs Jahren ersten Klavierunterricht bei  Bella Alterman, mit elf Jahren Orgelunterricht bei Tatjana Botchkova. Von 1999 bis 2004 studierte sie am Staatlichen Konservatorium in Nischnij-Nowgorod Klavier und Orgel und legte dort ihr Examen mit Auszeichnung ab. Von 2006 bis 2008 studierte sie Orgel an der Musikhochschule Frankfurt am Main (HfMdK) bei Martin Sander. Es folgte bis 2010 ein Aufbaustudium an der Hochschule für Kirchenmusik Heidelberg, ebenfalls bei Sander, wo sie ihr Konzertexamen mit Auszeichnung ablegte. Zudem besuchte sie Meisterkurse u. a. bei Hans Fagius, Lorenzo Ghielmi, Joris Verdin, Ludger Lohmann, Wolfgang Zerer, Johann Trummer und Thierry Escaich. Mokhova war Preisträgerin bei internationalen Orgelwettbewerben.
Sie konzertierte in zahlreichen Städten in Deutschland sowie in Österreich, der Schweiz, Russland, Tschechien, Slowakei, Dänemark und Italien. 2007 gründete sie mit dem Organisten Rudolf Müller das Orgelduo Esprit.
Seit 2017 hat Mokhova einen Lehrauftrag für Orgelliteraturspiel an der Hochschule für Kirchenmusik Heidelberg inne.

## Preise
- 1. Preis beim Internationalen Petr-Eben-Wettbewerb in Opava
- 2. Preis beim Prager Frühling (1. Preis nicht vergeben)
- 2. Preis beim 56. Internationalen Orgelwettbewerb „Musica Sacra“ in Nürnberg
- 1. Preis beim Internationalen Orgelwettbewerb Rom

Quelle: